# Высочаны (Минская область)
Высочаны (бел. Высачаны) — деревня в Борисовском районе Минской области Беларуси. Входит в состав Моисеевщинского сельсовета.

## География
Деревня находится в северо-восточной части Минской области, на левом берегу реки Раковки (бассейн реки Схи), к югу от автодороги Н-8085, на расстоянии приблизительно 31 километра (по прямой) к северо-востоку от города Борисов, административного центра района. Абсолютная высота — 201 метр над уровнем моря. Площадь населённого пункта — 0,0963 км².

## История
Известна с XVIII века и первоначально называлась Шопа. В 1897 году входила в состав Борисовского уезда Минской губернии, насчитывалось 27 дворов и 181 житель.
По состоянию на 1909 год, в Шопе имелось 14 дворов и проживало 113 человек. В административном отношении деревня входила в состав Холопеничской волости.
С 20 августа 1924 года в составе Трояновского сельсовета Борисовского района. С 26 августа 1959 года до 17 августа 1963 года село входило в состав Моисеевщинского сельсовета. 30 июля 1964 года Шопа была переименована в Высочаны. До 28 мая 2013 года — в состав Трояновского сельсовета.

## Население
По данным переписи 2019 года, в деревне проживало 3 человека.
| Год  | Население, человек |
| ---- | ------------------ |
| 1800 | 19                 |
| 1897 | ↗ 119              |
| 1909 | ↘ 113              |
| 1917 | ↗ 121              |
| 1926 | ↘ 117              |
| 1960 | ↘ 53               |
| 1988 | ↘ 11               |
| 2008 | ↘ 2                |
| 2009 | ↗ 7                |
| 2019 | ↘ 3                |